# Farimang Singhateh
Alhaji Sir Farimang Mamadi Singhateh GCMG (* 1912 in Georgetown; † 19. Mai 1977) war der zweite und letzte Generalgouverneur von Gambia und repräsentierte Königin Elisabeth II. als Staatsoberhaupt.

## Leben
Farimang Singhateh, der aus einer langen Linie von Mandinka-Händlern aus Wuli abstammt, wuchs in Georgetown (das 1995 in Janjanbureh umbenannt wurde) auf. Er wurde von der Frau eines britischen Divisional Commissioner aufgezogen. Ab 1935 arbeitete er als freiwilliger medizinischer Mitarbeiter in Kerewan. Anschließend wurde er Angestellter auf Probe (englisch Medical Probationer) bei der Royal Army Medical Corps (RAMC) in verschiedenen gambischen Einheiten während des Zweiten Weltkrieges.
1949 heiratete er Fanta Singhateh, mit der sie sechs Kinder hatte.
Ab 1950 wurde Singhateh als staatlich approbierter Apotheker berufen. 1963 wurde er pensioniert und gründete in Farafenni seine bis heute berühmte Apotheke.
Er war Vorsitzender der Protectorate People’s Society, er und seine Frau waren auch Unterstützer der Protectorate People’s Party (aus der später 1959 die People’s Progressive Party entstand). Singhateh unterbrach seine politische Arbeit 1964, weil er in den Ausschuss des Öffentlichen Dienstes berufen wurde. 1964 absolvierte er außerdem mit seiner Frau die islamische Pilgerfahrt Haddsch.
Am 9. Februar 1966 wurde er als Generalgouverneur Nachfolger von Sir John Warburton Paul, der vor der Unabhängigkeit Gambias Gouverneur gewesen war. Singhateh war der einzige Einheimische, der dieses Amt innehatte. Als das Land im Jahr 1970 eine Republik wurde, wurde das Amt des Generalgouverneurs abgeschafft (24. April 1970), und der Premierminister Dawda Kairaba Jawara wurde amtierender Präsident. Singhateh zog sich daraufhin aus dem politischen Leben zurück.
Singhateh wurde am 12. September 1966 zum Knight Grand Cross des Order of St Michael and St George geschlagen. Er war auch ein strenggläubiges Mitglied und Präsident der lokalen Ahmadiyya Muslim Jamaat. Er starb am 19. Mai 1977. Eine Straße in der Hauptstadt Banjul wurde ihm zu Ehren benannt.